# Bellavista (San Martín)

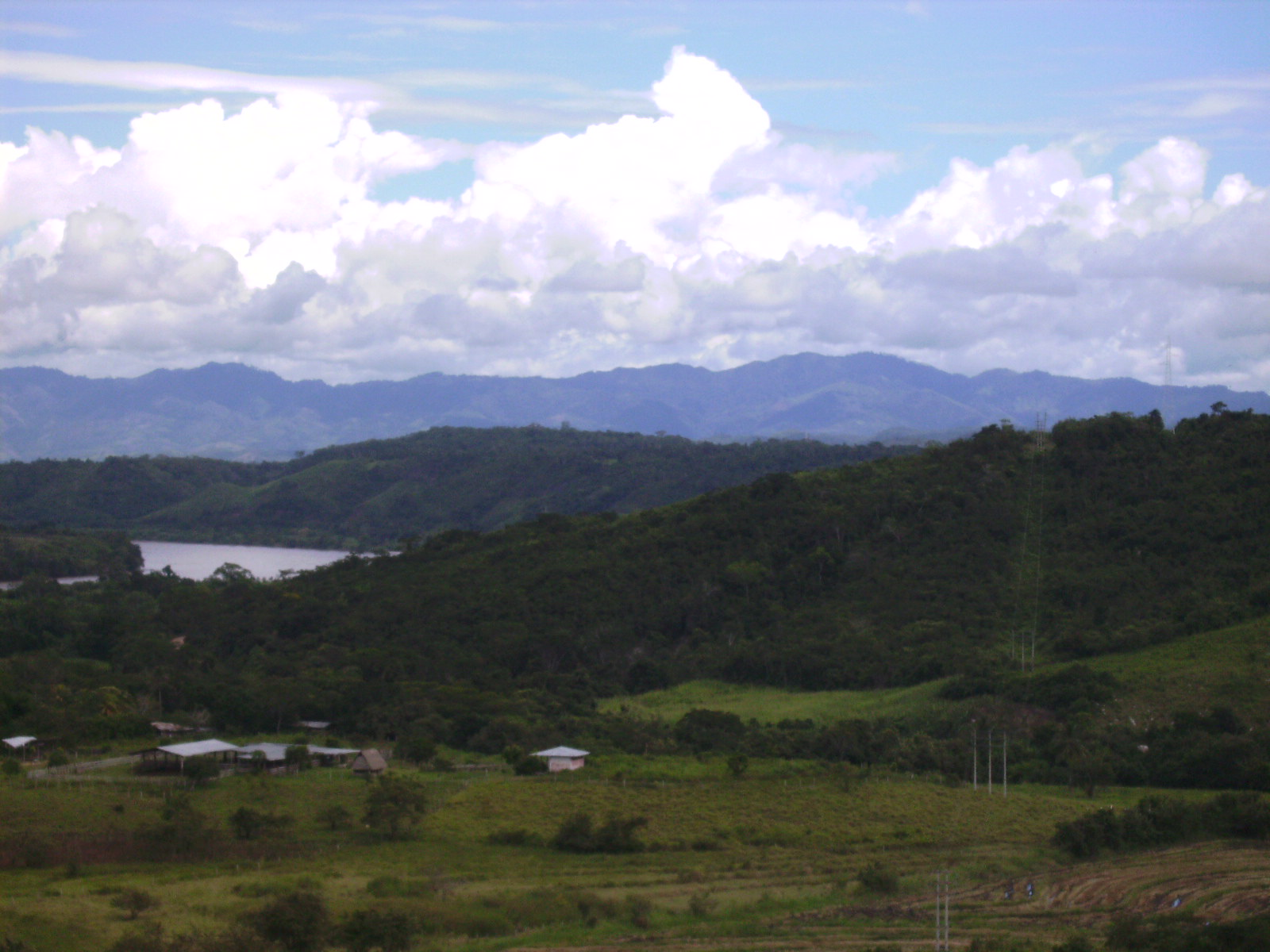

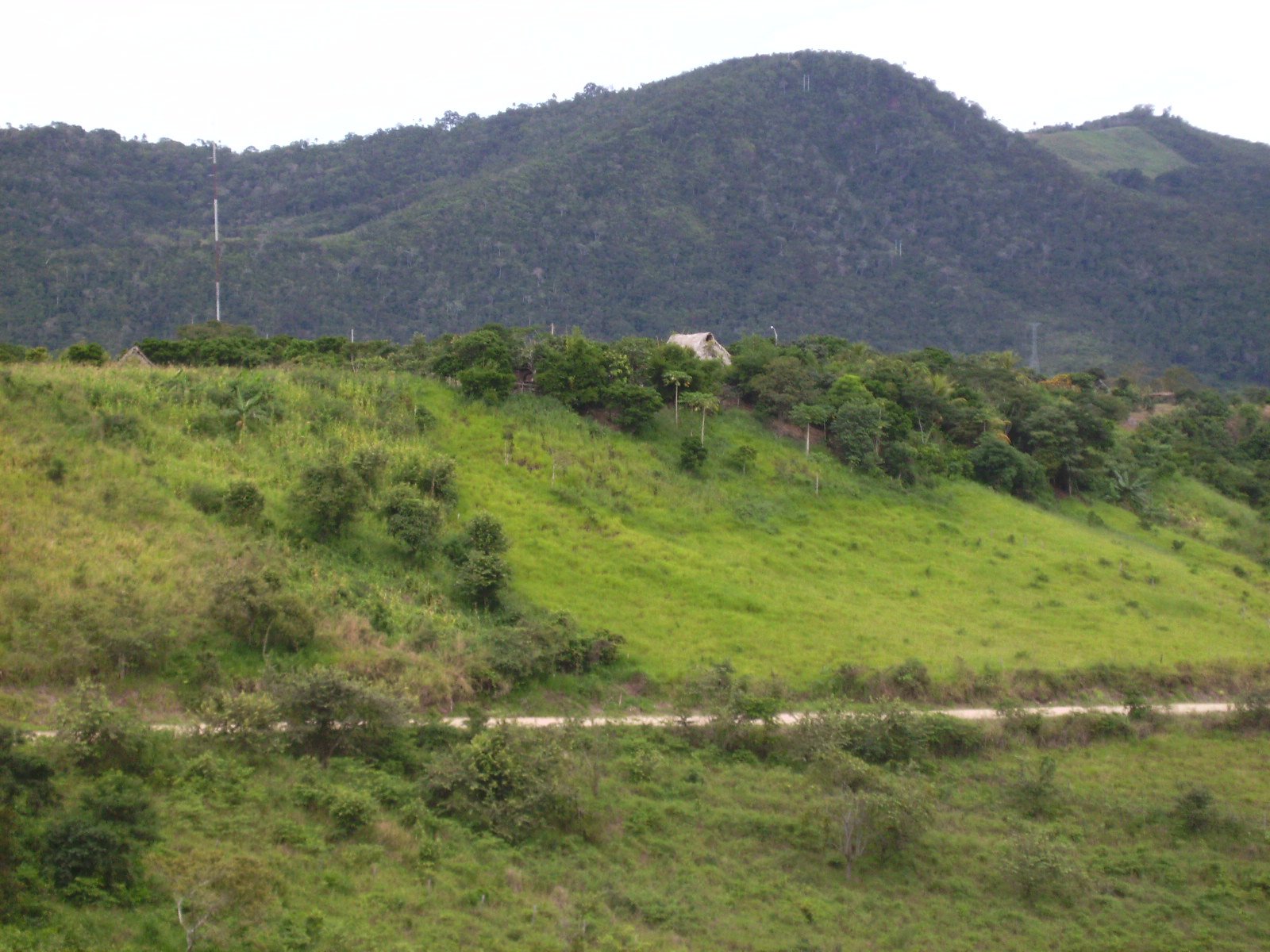

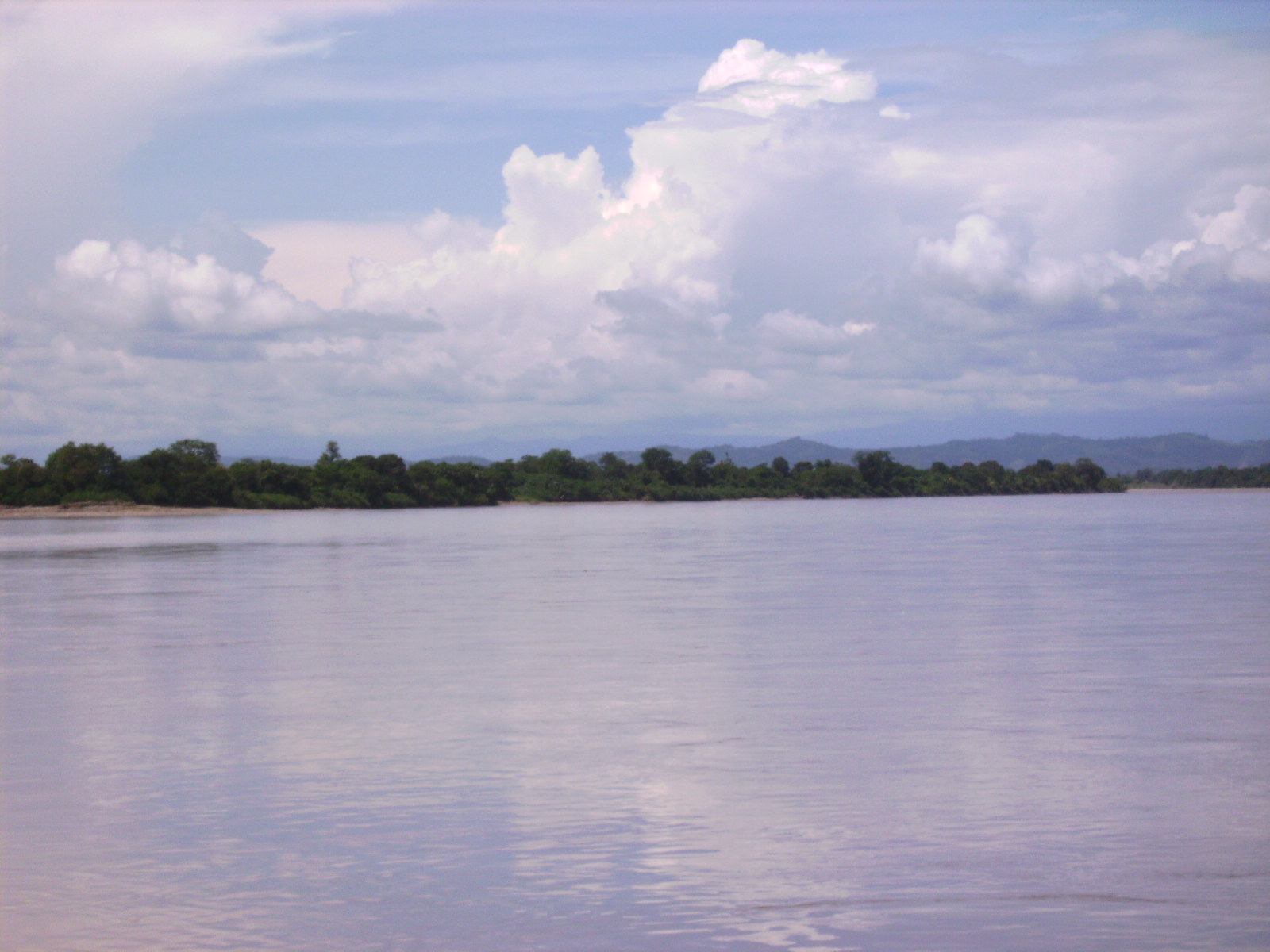

Bellavista es la capital de la provincia homónima, ubicada en el departamento de San Martín, Perú. Según el censo de 2017, cuenta con 17 686 habitantes.

## Historia
De acuerdo al profesor Teófilo Peñaherrera Saldaña, gran conocedor de la historia Bellavistana, el primer asentamiento poblacional que después se convertiría en Bellavista se denominaba Ancho-ajo, asentado a las orillas del caudaloso y exuberante río Huallaga.  Los apellidos de los primeros exploradores de esta zona fueron los Saldaña, Cárdenas, Ruiz, Rengifo, Solsol, Mozombite, García, Alvarado, Vásquez y que hasta el día de hoy mantienen preponderancia en la zona.
El nombre Bellavista aparece oficialmente por primera vez en junio de 1874, de acuerdo al documento emitido por la Municipalidad de Saposoa donde se nombra a don Cirilo Saldaña como Síndico Municipal para regir los destinos del naciente pueblo selvático.  Sin embargo en el censo de 1876, la nueva población aparece bajo el nombre Vista Alegre, otro de los nombres con el que se conocía al nuevo asentamiento poblacional.  Estos dos nombres aparecen alternadamente en diferentes documentos oficiales de la época, hasta que en 1881 queda oficialmente definido el nombre Bellavista con el nombramiento del Juez de Paz, Teniente Gobernador y Agente Municipal.
Con la promulgación de la Ley 5215 del 15 de noviembre de 1925, se da creación al Distrito de Bellavista siendo Presidente de la República don Augusto B. Leguía.  El primer gobernador del recién creado distrito Bellavistano fue don Abraham Cárdenas Ruíz en el año 1928.

## Geografía

### Clima
El clima de Bellavista es clasificado como tropical, En invierno hay en Bellavista mucho menos lluvia que en verano. La clasificación del clima de Köppen-Geiger es Aw. Generalmente cuando hay ocurrencia del Fenómeno el Niño la temperatura tiende a llegar e incluso superar los 40 °C debido a la disminución de Lluvias y además con una sensación térmica que llega a los 50 °C. La temperatura media anual en Bellavista se encuentra a 26.5 °C. Hay alrededor de precipitaciones de 1053 mm.
| Parámetros climáticos promedio de Bellavista                           | Parámetros climáticos promedio de Bellavista | Parámetros climáticos promedio de Bellavista | Parámetros climáticos promedio de Bellavista | Parámetros climáticos promedio de Bellavista | Parámetros climáticos promedio de Bellavista | Parámetros climáticos promedio de Bellavista | Parámetros climáticos promedio de Bellavista | Parámetros climáticos promedio de Bellavista | Parámetros climáticos promedio de Bellavista | Parámetros climáticos promedio de Bellavista | Parámetros climáticos promedio de Bellavista | Parámetros climáticos promedio de Bellavista | Parámetros climáticos promedio de Bellavista |
| Mes                                                                    | Ene.                                         | Feb.                                         | Mar.                                         | Abr.                                         | May.                                         | Jun.                                         | Jul.                                         | Ago.                                         | Sep.                                         | Oct.                                         | Nov.                                         | Dic.                                         | Anual                                        |
| ---------------------------------------------------------------------- | -------------------------------------------- | -------------------------------------------- | -------------------------------------------- | -------------------------------------------- | -------------------------------------------- | -------------------------------------------- | -------------------------------------------- | -------------------------------------------- | -------------------------------------------- | -------------------------------------------- | -------------------------------------------- | -------------------------------------------- | -------------------------------------------- |
| Temp. máx. abs. (°C)                                                   | 41                                           | 39                                           | 38                                           | 38                                           | 37                                           | 37                                           | 36                                           | 39                                           | 42                                           | 42                                           | 40                                           | 39                                           | 42                                           |
| Temp. máx. media (°C)                                                  | 33.3                                         | 32.8                                         | 32.7                                         | 32.2                                         | 32.4                                         | 32.3                                         | 32.3                                         | 33.0                                         | 33.0                                         | 33.2                                         | 33.3                                         | 32.8                                         | 32.8                                         |
| Temp. media (°C)                                                       | 27.2                                         | 26.7                                         | 26.6                                         | 26.3                                         | 26.2                                         | 25.8                                         | 25.6                                         | 26.2                                         | 26.7                                         | 26.8                                         | 27.1                                         | 27.1                                         | 26.5                                         |
| Temp. mín. media (°C)                                                  | 21.2                                         | 20.7                                         | 20.6                                         | 20.5                                         | 20.1                                         | 19.3                                         | 19.0                                         | 19.5                                         | 20.4                                         | 20.5                                         | 20.9                                         | 21.4                                         | 20.3                                         |
| Temp. mín. abs. (°C)                                                   | 16                                           | 16                                           | 15                                           | 15                                           | 15                                           | 13                                           | 8                                            | 10                                           | 15                                           | 15                                           | 16                                           | 16                                           | 8                                            |
| Precipitación total (mm)                                               | 96                                           | 101                                          | 127                                          | 130                                          | 76                                           | 60                                           | 39                                           | 62                                           | 78                                           | 108                                          | 104                                          | 72                                           | 1053                                         |
| Días de precipitaciones (≥ 1 mm)                                       | 9                                            | 10                                           | 14                                           | 15                                           | 7                                            | 5                                            | 3                                            | 5                                            | 8                                            | 11                                           | 10                                           | 7                                            | 104                                          |
| Fuente: Climate-data.org( http://es.climate-data.org/location/875589/) |                                              |                                              |                                              |                                              |                                              |                                              |                                              |                                              |                                              |                                              |                                              |                                              |                                              |